# Депо Гранд-Каньон
Депо Гранд-Каньона, также называемая как Железнодорожная станция Гранд-Каньон, было построено в 1909—1910-годах для железной дороги Атчисон, Топика и Санта-Фе на южном краю Гранд-Каньона, на территории нынешнего национального парка Гранд-Каньон. Это одно из 3 оставшихся железнодорожных станций в США, построенных из брёвен в качестве основного конструкционного материала. Станция расположена в пределах 100 метров края каньона, напротив гостиницы «Эль Товар», также построенной железной дорогой. Депо обозначено как Национальная историческая достопримечательность, внесено в Национальный реестр исторических мест и включает в себя Национальный исторический памятник Гранд-Каньон-Виллидж.

## Описание
Депо Гранд-Каньона представляет собой двух с половиной этажное деревянное строение площадью около 3000 квадратных футов (280 м²), построенное в основном из бревен с каркасной конструкцией второго этажа. Главный фасад обращен на юг, в сторону от каньона. Бревенчатая конструкция представляет собой в основном одноэтажное здание с широкой двускатной крышей с умеренным уклоном и коньком, идущим по длинной оси параллельно железнодорожным путям. Каркасный второй этаж занимает среднюю треть здания, каркасной конструкции, обшитой ровным настилом, обрамленным вертикальными бревенчатыми стойками. Эта центральная часть покрыта другой широкой остроконечной крышей под прямым углом к основной крыше. Второй этаж нависает над первым, поддерживаемый тяжелыми вертикальными бревенчатыми столбами, а чердак в глубоком фронтоне нависает над вторым этажом, поддерживаемым бревенчатыми скобами. Расширение основной крыши на запад на несколько более низком уровне укрывает большое двухпролетное крыльцо, поддерживаемое вертикальными бревенчатыми столбами. Небольшой одноэтажный залив немного выступает из центрального блока.[4]
Интерьер состоит из четырех основных помещений, с запада на восток кассы-ожидания, офис служащего, камера хранения посылок и камера хранения. Между этими комнатами и платформой находятся мужской и женский туалеты. Внутренние стены оштукатурены, обшиты бревенчатыми плитами. Небольшая квартира для станционного служащего находится наверху, с гостиной, кухней, ванной комнатой и двумя спальнями. Присутствует большая часть оригинального оборудования со штампом «GC».

## Фотогалерея

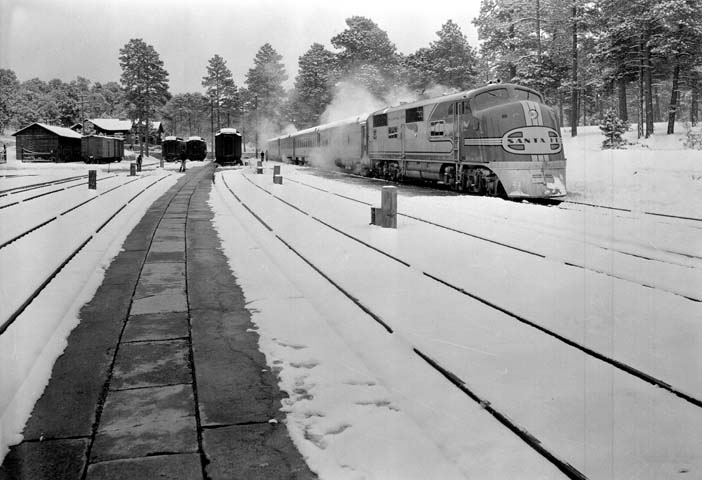
Депо Гранд-Каньона зимой 1938 года
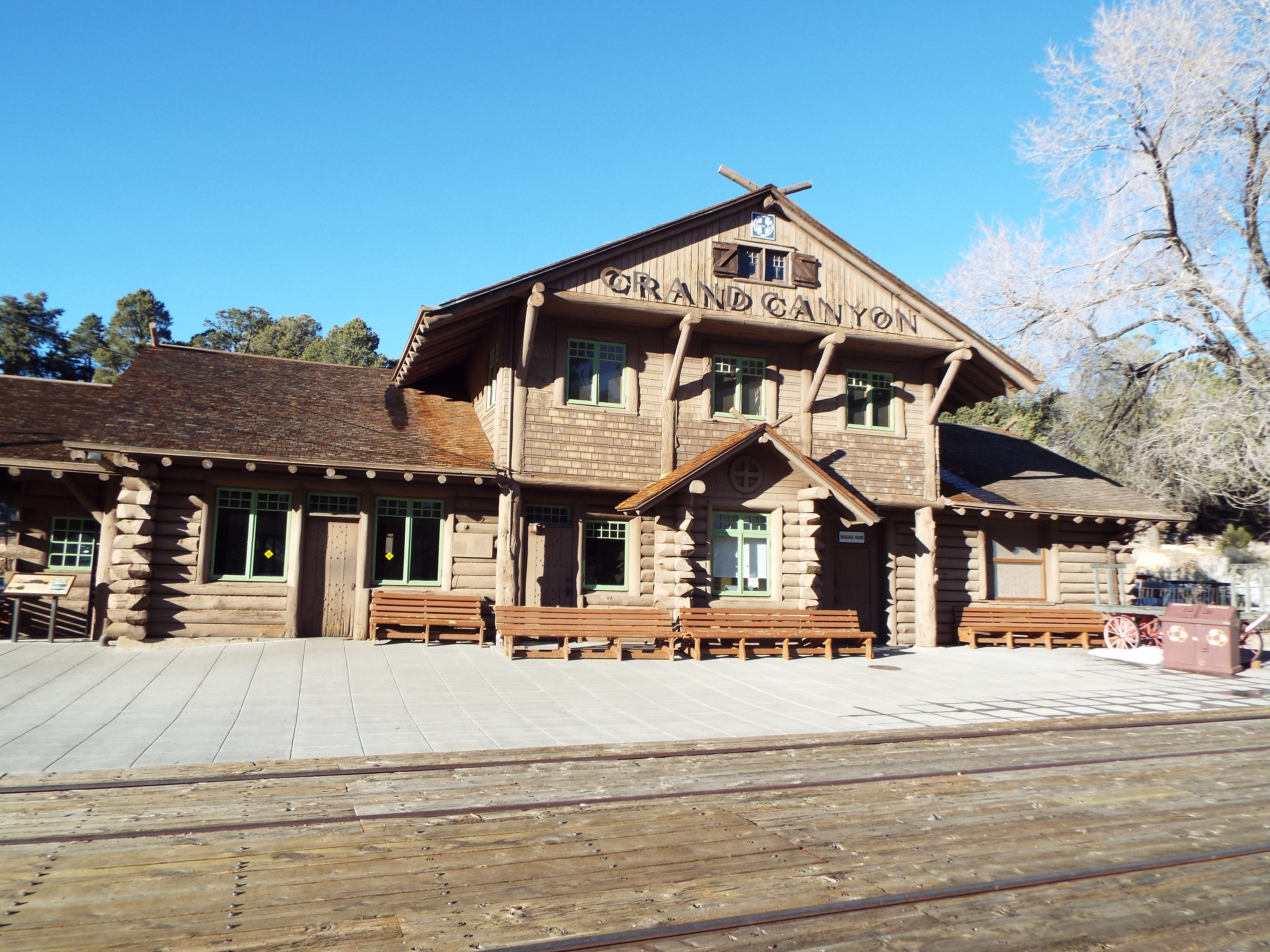
Депо Гранд-Каньон в 2019 году
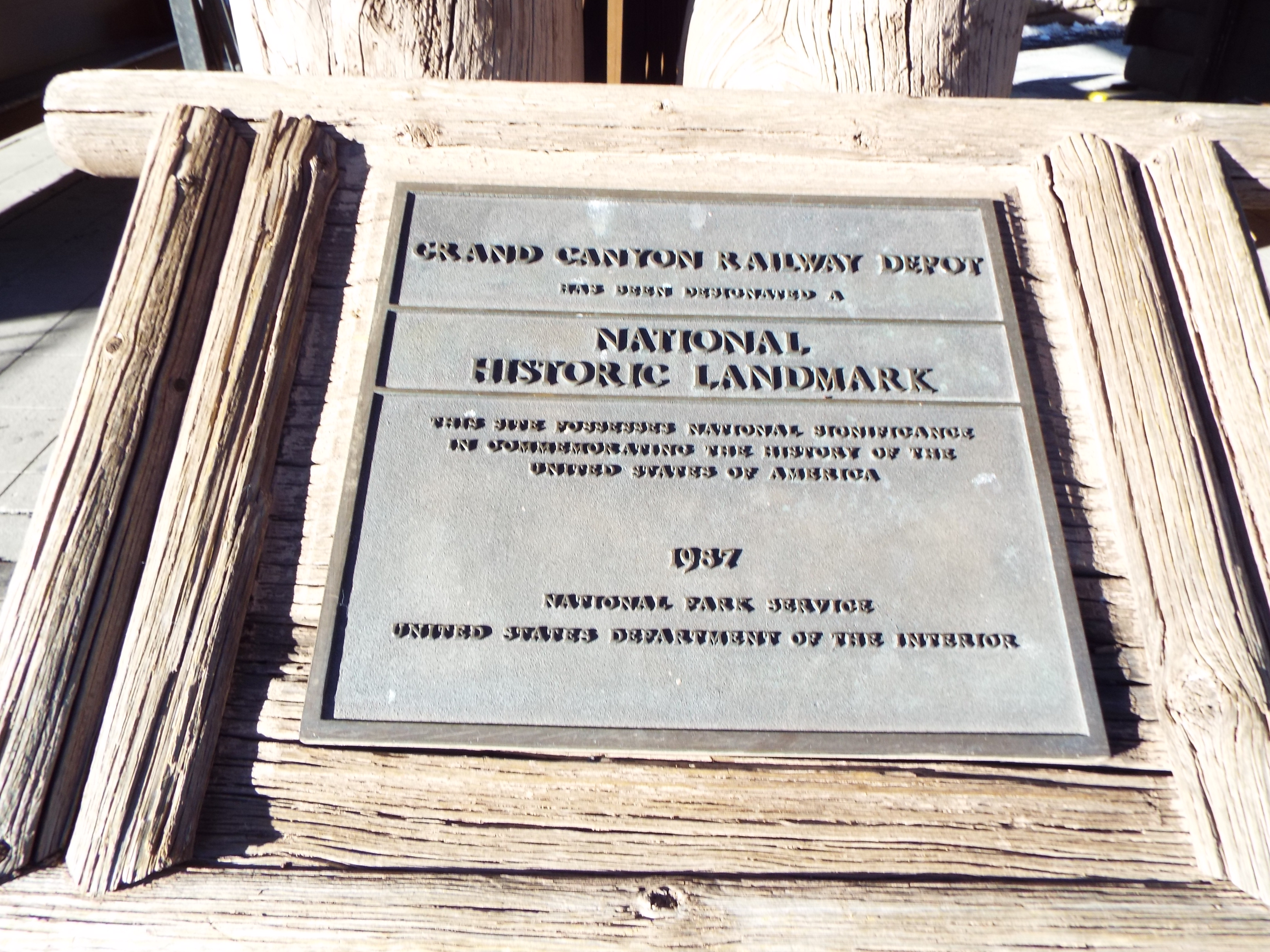
Национальный исторический памятник